# Oscar Ohlsson
Erland Oscar Otto Leonard Ohlsson, född 19 september 1847 i Linneryd, Småland, död 22 maj 1912 i Borås, var en svensk sånglärare och landskapsmålare.
Han var son till bankkamreren Gustaf Mauritz Ohlsson och Carolina Wickström och gift med Hanna Carlsson. Efter att Ohlsson avlagt jur. examen vid Uppsala universitet 1870 övergick han till att studera musik. Därefter studerade han konst för Alfred Wahlberg. Han bosatte sig i Borås där han gav sånglektioner och verkade som konstnär. Hans konst består av månskenslandskap och idylliska motiv från Öresund och Blekinge. 